# Mini-Jeux du Pacifique de 2025
Navigation
2022 Saipan
Les Mini-Jeux du Pacifique de 2025 sont la 12e édition de ces jeux. Ils se tiennent du 29 juin au 9 juillet 2025 à Koror, aux Palaos. C'est la deuxième fois que cette ville les accueille.

## Sports
- athlétisme (52) (détails)
- baseball (1) (détails)
- basketball (2) (détails)
- beach-volley (2) (détails)
- haltérophilie (48) (détails)
- judo (16) (détails)
- lutte (26) (détails)
- natation (47) (détails)
- softball (1) (détails)
- tennis de table (11) (détails)
- tir à l'arc (9) (détails)
- triathlon (5) (détails)
- va’a (12) (détails)
- volleyball (2) (détails)

## Participants
21 des 22 associations des Jeux du Pacifique étaient représentées aux Mini-Jeux de 2025, seule Niue était absente. L'Australie et la Nouvelle-Zélande étaient invités à la compétition pour la troisième fois.
- Palaos (hôtes)
- Australie
- Îles Cook (18 athlètes)
- Fidji (126 athlètes)
- Guam
- Kiribati
- Îles Mariannes du Nord
- Îles Marshall
- États fédérés de Micronésie
- Nauru
- Nouvelle-Calédonie
- Nouvelle-Zélande (9 athlètes)
- Île Norfolk
- Papouasie-Nouvelle-Guinée
- Samoa
- Samoa américaines
- Îles Salomon
- Tahiti
- Tonga
- Tuvalu
- Vanuatu
- Wallis-et-Futuna